# 마법천자문에 등장하는 장소 목록
이 문서는 마법천자문에 나오는 장소 목록이다.

## 옥황계 지상

### 화과산

#### 손오공이 태어난 바위
- 소개: 사람 인(人)이 새겨져 있다. 선현인이 손오공을 바위에 넣었다. 손오공이 태어나서 옥황상제의 엉덩이를 찌른 곳이다.

#### 침대
- 소개: 원숭이들이 자는 곳이다. 아주 큰 마법천자문 조각으로 만들었다. 이 위에서 부두목을 치료하려 했지만 결국 부두목이 사망했다.

그리고 염라대왕 , 용왕이 온다 용왕한테서 여의빌을 가져온다. 여의빌은 잠에서 깨 삼장을 좋아하게돼었다.

### 도술섬

#### 보리선원
- 소개: 손오공의 사부인 보리도사의 선원이다. 손오공, 옥동자 등등 많은 제자들이 있다.

#### 쌀선원
- 소개: 삼장의 사부인 쌀도사의 선원이다. 혼세마왕이 마법천자문 조각을 훔치러 왔었다.

#### 지하미궁
- 소개: 마법천자문의 초석이 있는 곳이다. 이 곳에는 해골병사, 전설의 마수가 초석을 지키고 있다.

### 의술섬

#### 콩선원
- 소개: 오곡도사 중 한 명인 콩도사의 선원이다.

### 돼지섬

#### 팔계전
- 소개: 저팔계, 돈돈이 지내는 곳. 마법천자패를 보관하던 곳이다.

#### 무인도
- 소개: 돼지섬에 있는 곳은 아니지만 돈돈이 메롱열매를 자주 찾으러 간다.

### 메마른 대지

#### 십이신마궁
- 소개: 말 그대로 십이신마가 사는 곳. 호킹, 용킹, 토생원은 나머지 십이신마들을 추방시키고 자신들의 아지트로 쓰고 있다.

#### 용기의 피라미드
- 소개: 용기의 꽃을 보관하는 곳. 손오공과 호킹이 서로를 적으로 생각하여 이 곳에서 싸웠다.

### 황폐한 숲

#### 욕심의 동굴
- 소개: 울 100세의 양족이 이 곳에서 마정석을 액체로 만들었다. 여기 안에 있는 제한구역에는 마음이 완전히 맑은 사람만 들어갈 수 있다. 그 예로는 양족과 손오공이 있다.

### 불모의 땅

#### 약속의 마을
- 소개: 견공, 견우가 사는 곳. 사람들이 모두 강아지 모습을 하고 있다. 진현인이 꼭 약속을 지킬 것이라는 뜻에서 새워진 마을이다. 그래서 그런지 진현인의 모습을 하고 있다.

### 세상의 중심

#### 기장선원
- 소개: 기장도사의 선원. 제자로는 토생원이 있다. 마정석이 많이 있다.

#### 눈마루 조선원
- 소개: 조도사의 선원. 이 곳에서 손오공이 마법을 많이 배웠다.

#### 금지의 계곡
- 소개: 사람들에게 금지된 계곡이다.

#### 통곡의 등대
- 소개: 악마의 봉우리로 가는 길. 혼세마왕이 호킹과 함께 협동작전을 펼쳤다.

#### 통곡의 해안
- 소개: 통곡의 등대 밑의 해안. 아차아가 손오공과 만난 곳이다.

#### 악마의 봉우리
- 소개: 이 곳에서 악마의 꽃이 피어난다. 대마왕, 질투마녀가 혼세마왕의 소멸 (消滅) 마법에 당한 곳이다.

## 옥황계 하늘나라, 동해

### 극락

#### 옥황상제궁
- 소개: 옥황상제가 지내는 곳. 예전에는 온화천왕, 자비왕후도 지냈었다. 손오공이 옥황상제에게 혼난 곳이다. 화룡이 온화천왕과 자비왕후를 데려오지 못하여 옥황상제에게 혼난 곳이다.

#### 극락 중앙도서관
- 소개: 혼세마왕이 자신이 천세태자라는 것을 알게 된 곳. 염라대왕과 혼세마왕이 싸운 명장면이 나온 곳이다.

#### 천수호
- 소개: 이 곳 아래에는 천세 태자궁, 비밀 연구소가 있다.

#### 천세 태자궁
- 소개: 천세 태자가 지내던 곳. 이 곳에는 샤오와 천세태자의 그림이 있다. 기둥을 마정석으로 만들었다.

#### 비밀 연구소
- 소개: 오곡도사가 마법천자문을 만들던 곳. 하늘나라의 보물도 보관한다.

### 지옥

#### 염라대왕궁
- 소개: 염라대왕이 지내는 곳. 생사부도 있다. 염라대왕과 손오공이 처음으로 싸운 곳이다.

#### 악마의 꽃[1]
- 소개: 대마왕이 부활한 곳. 삼장이 악마화(惡魔化) 마법에 걸린 곳이다.

### 동해

#### 용궁
- 소개: 용왕이 지내는 곳. 여의필을 보관하는 곳이다.[2]

## 광명계 지상

### 풍요의 대륙

#### 천운마을
- 소개: 광명계 풍요의 대륙에서 가장 큰 마을. 천운마을의 아래에는 태극동굴이 있다. 미스터 맵, 아티스 등 저항군이 살고 있다.

#### 태극동굴
- 소개: 천운마을 아래에 있는 동굴. 태극철권을 보관하고 있다.[3]

#### 미스터 맵의 오두막
- 소개: 미스터 맵이 사는 곳. 아티스가 황금왕에게 연금술 (煉金術) 마법을 당했을 때 이 곳에서 고쳤다.

#### 미스터 맵, 온화천왕의 비밀 연구소
- 소개: 미스터 맵과 온화천왕이 이 곳에서 마법천자문을 연구했다. 시공간의 문이 있다.

#### 은둔의 성
- 소개: 교만지왕의 은신처이다. 고양 박사가 마정석 폭탄을 만든 곳이다. 삼장이 갇혀 있었다.

#### 검은마왕 은신처
- 소개: 온화천왕의 은신처였기도 하다. 천왕보검의 칼집이 있다.

### 차가운 대륙

#### 얼음계곡
- 소개: 흑룡이 말한 자신의 고향. 흑룡 중 한마리가 쑥대밭으로 만들었다.[4]

#### 얼음의 성
- 소개: 잔혹마왕, 얼음왕비[5]가 살던 성. 손오공과 친구들이 비밀작전을 펼쳤었다.

#### 리프의 집
- 소개: 말 그대로 리프가 살던 곳이다.

#### 서커스단
- 소개: 삼장이 젠틀맨에게 끌려와 공연을 한 곳이다. 손오공이 삼장을 구했다. 젠틀맨과 그의 동료들이 작전을 세우기도 했다.

#### 최강 전사 대회장
- 소개: 일반 대회장에서 우승한 자가 와서 경기를 하는 곳. 이곳의 목적은 잔혹마왕이 사람들의 혼[6]을 빼앗기 위해 만든 것이다.

#### 빛의 재단
- 소개: 신성한 산 위에 있는 신기루를 쓸 수 있는 특별한 제단이다. 얼음왕비[7]가 신기루 마법을 사용했다.

### 메마른 대륙

#### 대지여신의 신전
- 소개: 마법천자문 최초로 암흑상제의 육체가 남아있다는 것을 약속의 돌을 통해 알려준 곳. 이곳에서 암흑노야의 실수로 암흑상제와 옥황상제가 만나서 싸웠다.

#### 안식의 성
- 소개: 모래공주의 어린시절 회상에서 잠깐 나온 장소. 어린 모래공주가 살던 곳이다.

#### 죽음의 강
- 소개: 메마른 대륙에서 죽은 사람의 혼[8]과 메마른 대륙의 마법천자문을 보관하는 곳이다. 강 아래에는 불멸대왕의 은신처이자 영생대왕이 갇혀있던 감옥이 있다.

#### 비밀의 피라미드
- 소개: 죽음의 강 아래에 있는 불멸대왕의 아지트이다. 영생대왕이 갇혀있던 감옥이 있다. 천세태자가 검은마왕과 불멸대왕이 자신의 부모님이라는 것을 알게 되었다.

#### 고대 지하도시
- 소개: 메마른 대륙의 지하도시이다. 질투마녀가 사람들의 의심을 피해 인형극[9]을 하던 곳이다. 불멸대왕, 교만지왕, 검은마왕이 찾아 왔을 정도로 이야기 상에서 중요한 도시이다.

#### 혼돈의 산
- 소개: 대지여신이 암흑상제에게 육체가 있다며 알려준 곳.[10] 소여신[11]이 육체가 있다는 관을 지키고 있었다. 대지의 거울, 나뭇잎 함정 등 많은 함정이 있다. 일식 때면 폭발한다.

#### 절망의 숲
- 소개: 울 100세의 사촌뻘인 울렁세가 마법천자문에 엄청난 도움이 된다며 떠난 온화천왕의 명령으로 지키고 있다. 가장 안 쪽에는 희망의 정원이 있다. 절망의 숲에 가려면 자신의 두려움을 극복해야 한다.

#### 희망의 정원
- 소개: 절망의 숲 가장 안 쪽에 있는 꽃밭. 파수꾼이 지키고 있다. 악을 소멸시키는 특수한 능력이 있다.

## 광명계 신의 장소

### 미지의 섬

#### 미지의 숲
- 소개: 사람이나 동물이 들어가지 못하는 미지의 숲. 신들의 땅으로 가는 통로로 갈 수 있다. 한자마법의 능력이 사라진다. 고대의 마법천자문이 있다. 정령이 있다. 들어가면 꿈을 꾼다.

#### 신들의 땅
- 소개: 오래 전에는 아주 많은 부속 섬이 있었지만 지금은 겨우 수련장 하나가 남았다. 암흑상제가 이 곳에서 삼장으로 부활하였다. 이 곳을 악의 기운만 있는 곳으로 만들려고 했지만 실패하여 추락했다.

### 신의 수련장

#### 시작의 땅
- 소개: 암흑상제의 육체가 있는 곳. 신이 되기 위한 관문이 있다. 신이 되기 위해 이 곳에서 수련한다. 신의 권좌가 있다.[12] 평범한 인간은 갈 수 없고 신이나 신의 후예만 갈 수 있다. 하지만 예외로 암흑경으로 갈 수 있다.[13]

#### 관문
- 소개: 살아있지만 움직일 수는 없다. 환상을 만들어낸다. 신이 되려면 관문의 시험을 통과하고 그를 넘어가야 한다. 질투마녀와 교만지왕에 의해 부상을 당할 뻔 했다.

## 암흑계

### 암흑계 가장 깊은 곳

#### 암흑상제궁
- 소개: 암흑상제, 암흑노야가 지내고 암흑군단을 만들던 곳. 온화천왕이 검은 마왕으로, 자비왕후가 불멸대왕으로 악마화[14] 되었다. 암흑상제의 부하들이 암흑상제의 힘을 필요로 할 때 찾아온다. 현재 암흑상제는 육체를 찾기 위해 떠나 암흑사자 밖에 없다.

#### 영혼의 문
- 소개: 위에서 말한 암흑상제의 힘이 필요할 때 이 곳에서 문지기가 문을 열어주고 마왕들이 암흑상제궁으로 들어온다. 보통 한 달에 한 번씩 문이 열린다.

#### 암흑계 괴수들의 먹이 창고
- 소개: 교만지왕의 특수 구슬의 마법에 의해 갈 수 있다. 이름처럼 암흑계에 사는 괴수들이 먹이를 보관하는 먹이 창고다.

### 정화의 층

#### 암흑계 목욕탕
- 소개: 이 곳에서 죄의 때를 씻어내고 속죄를 한다. 죄를 모두 씻으면 환생할 수 있다.

#### 뼈죽 음식점
- 소개: 뼈죽을 만드는 재료는 비공개. 하지만 뼈는 들어가지 않았다. 요리사 암흑사자가 운영하고 있으며, 손오공의 맛집이다.

#### 진리의 호수
- 소개: 세상의 모든 지혜와 진리를 가지고 있는 특별하고 살아있는 호수다. 광명상제에게는 금지되었다.

## 같이 보기
- 마법천자문의 등장인물 목록
- 마법천자문